# 布鲁诺·费尔南德斯
布魯諾·米格爾·博爾格斯·費爾南德斯（葡萄牙語：Bruno Miguel Borges Fernandes，1994年9月8日—），葡萄牙足球員，目前為英超俱樂部曼聯隊長和葡萄牙國家足球隊成員。現任最佳中場之一

## 俱乐部生涯

### 早年生涯
費南迪斯出自博維斯塔梯隊。年輕時踢中後衛。2012年，他加盟意大利乙級聯賽球隊諾瓦拉，在2012/13賽季意乙聯賽出場23次，射進4球。 2013年夏季，意大利足球甲級聯賽球隊烏甸尼斯買入他的一半所有權。同年11月3日，他在和國際米蘭的比賽替補羅伯托·佩雷拉出場，上演意甲聯賽首秀。他在12月7日射進個人的首個意甲聯賽進球，幫助烏甸尼斯3比3戰平對手。

### 士砵亭
2017年夏季轉會窗，費南迪斯由森多利亞轉投葡萄牙超級足球聯賽球隊士砵亭，其中於2018/19年球季各項賽事共攻入32球，成為全歐洲進球最多的中場球員，並連續兩季成為該聯賽的最佳球員。

### 曼聯
2020年1月29日，曼聯宣佈與士砵亭達成協議，費南迪斯加盟曼聯，轉會費為4,700萬磅，另加約2,100萬磅流動條款。費南迪斯與曼聯簽約五年半，另加一年自動續約選項。費南迪斯身穿18號球衣，此號碼的前主人為前曼聯隊長，而再前一任的主人則為曼聯傳奇中場史高斯。
加盟曼聯不久，他已經成為曼聯球迷的寵兒，而他更憑着在2020年2月的出色表現（3場1入球2助攻），奪得PFA每月最佳球員，曼聯每月最佳球員，以及英超每月最佳球員。而他在3月亦成功蟬聯曼聯每月最佳球員。2020年6月英超復賽後，費南迪斯獲得最佳入球，本人也再次榮獲每月最佳球員，成為曼聯隊中的核心，成為英超首位6月份最佳球員。十一月和十二月再次榮獲每月最佳球員，成為英超首位一年內獲得四次"每月最佳球員"獎項。
2021-22球季,費南迪斯整體數據下滑,全季只有10個聯賽入球。22年4月續約至26年。球隊只能排名第6。
2022年7月，費南迪斯更換為球衣號碼為8號。
2023年2月4日，在英超聯賽對陣水晶宮的比賽中費南迪斯射入一顆十二碼，是費南迪斯職業生涯的第100顆入球。於同年的2月26日，費南迪斯協助球隊以2-0擊敗紐卡素，贏得英格蘭聯賽盃冠軍，是費南迪斯加盟曼聯三年來的首個冠軍。
2023-24球季，費南迪斯接任成為球隊隊長。季尾的英格蘭足總盃決賽，費南迪斯交出一個助攻，協助曼聯以2-1擊敗同市宿敵曼城，奪得冠軍。

## 榮譽

### 俱樂部
體育CP
- 葡萄牙盃冠軍：2018–19
- 葡萄牙聯賽盃冠軍：2017–18、2018–19

 曼聯
- 英格兰联赛盃冠军：2022–23[5]
- 英格蘭足總盃冠軍：2023–24[6]

### 國家隊
葡萄牙
- 歐洲足協國家聯賽冠軍：2018–19、2024–25

### 個人
- 巴斯比爵士年度最佳球員：2019–20

## 技术特点
布鲁诺·费尔南德斯體力充沛，極少受傷，亦在进攻端的威胁很大，是个多面手，也有旷阔的视野，是球隊的十二碼頭號劊子手。

## 個人生活
布鲁诺·费尔南德斯于2015年结婚。截至2024年，他和妻子育有一子一女。

## 评价
曼联名宿瑞恩·吉格斯:“在反击开始后，我看到他不是慢悠悠的走回前场参与进攻，而是尽全力从防线冲回前场。他显然很疲惫，但他仍在尽力跑回前场参与进攻，这就是我喜欢他的地方。”
前任曼联主教练索尔斯克亚:“他的想象力和他的宏观思想，比许多球员领先几秒。他知道自己想做什么，这是他的长处之一。他可以在一瞬间改变主意，这种镇定很重要。”